# Mindennapi élet Kínában a Ming-dinasztia idején

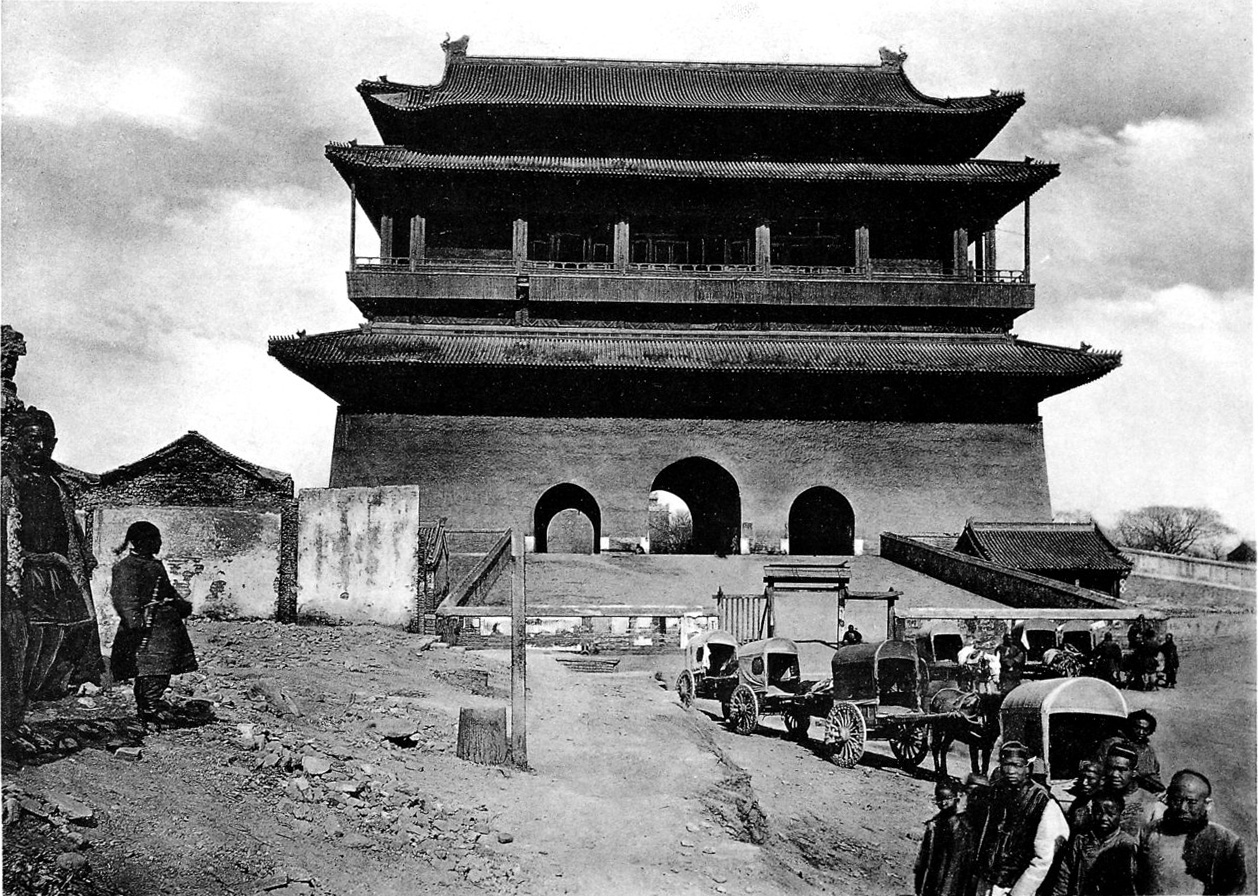
A pekingi Dob-torony még az 1420-ban épült formájában a 20. század első éveiben készült fényképen

A kínai társadalom a világ legrégibb folyamatosan fennálló civilizációja. A hatalmas ország mindennapi élete az évezredek során sok változáson ment keresztül, helyileg is nagy különbségeket mutatott fel, mégis voltak, vannak olyan, hosszú történelmi időszakokon át fennálló jellegzetességei, amelyek határozottan megkülönböztetik más tájak hétköznapjaitól. A középkori (14–17. századi) kínai Ming-dinasztia korának mindennapi élete azért is különösen érdekes, mert ez volt az utolsó etnikailag kínai császári dinasztia, és ebben a korban karakteresen jelentek meg a nemzeti kultúra sajátos vonásai a mindennapokban is.
A kínai társadalom alapját ebben az időben is a túlnyomórészt önellátó faluközösségek, a gerincét pedig a tőlük szedett adóra épülő hivatalnoki réteg, a mandarinok alkották, élükön a kínai császárral. Emellett azonban megjelent, sőt kiszélesedett a városi kereskedők és kézművesek rétege. A városokban sokszínű kultúra alakult ki.
A Ming-dinasztia idején Kína a világ egyik legerősebb hatalma volt, de kisugárzása a földrajzi elhelyezkedése, a kor közlekedési-technikai viszonyai és a hagyományos kínai elzárkózás miatt csak a közvetlen környezetére terjedt ki. Régiójában viszont igen jelentős hatást gyakorolt például Japán, Korea, Vietnám kultúrájára és mindennapi életére.

## A kínai társadalom

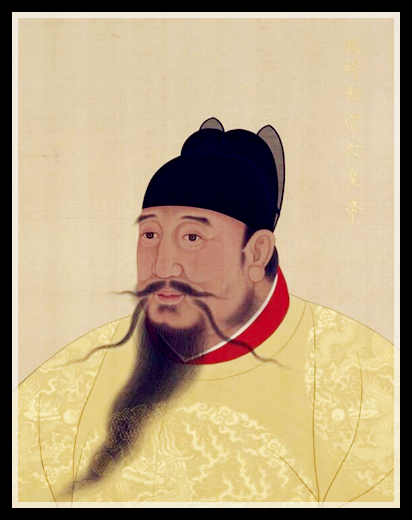
Ming Jung-lö császár portréja

A kínai társadalom élén ebben a korban is, már az ókortól kezdve, a teljhatalmat birtokoló kínai császár állott, aki hatalmát az „írástudók” rétegéből kikerült hivatalnoki osztályon, a mandarinokon keresztül gyakorolta. A társadalom alapját a faluközösségben élő parasztság adózása jelentette. A kor ipara főleg az állami tulajdonban lévő manufaktúrákban testesült meg. A Ming-korban a gazdagok és a parasztok között már erőteljesen kifejlődött a néhány száz évvel korábban megjelent új, közbeeső réteg, a kereskedőké, akik közül sokan hatalmas vagyonokat halmoztak fel. A meggazdagodott kereskedők azonban az ázsiai termelési mód viszonyai között nem tudták tőkéjüket ipari termelésbe fektetni, mert mind a faluközösségi parasztok háziipara, mind a városi manufaktúrák végső soron állami kézben maradtak. A kereskedők számára a társadalmi előrelépésnek egyetlen lehetősége maradt nyitva, mégpedig – fiaik révén – csatlakozni az írástudók rétegéhez, és a császári vizsgák letételével, majd hivatal szerzésével-vásárlásával belépni a mandarinok közé.

### Hivatalnokok
Az országosan mintegy húszezer főből álló hivatalnoki rendszer gúlaszerű képet mutatott. A fővárosban, Pekingben közülük körülbelül kétezren dolgoztak hat minisztériumban, mégpedig a Hivatalok, a Jövedelmek, a Szertartásügyek, a Hadügyek, a Büntetések és a Közmunkák Minisztériumában. A teljes közigazgatást a császárnak felelős úgynevezett Cenzori Hivatal irányította. A vidék ügyeit három bizottság intézte: az adminisztratív, a jogi és a katonai bizottság. A különböző közigazgatási egységek vezetőit fizetésük mellett az adókból származó különböző juttatások illették meg. A nagyobb területeket felügyelő kormányzók és főkormányzók katonai hatalommal is rendelkeztek.
A hivatalnoki pályára kerülni csak a császári vizsgák sikeres letételével lehetett. A hivatalnoki kinevezésekről és azok felülvizsgálatáról a Hivatalok Minisztériuma döntött. Törvény tiltotta, hogy a hivatalnok születési helyén kerüljön magasabb funkcióba. A kinevezéseknél viszont tág tere volt a különböző klikkek befolyásolási törekvéseinek. Egyes korszakokban pedig a jövedelmező beosztásokat egyszerűen áruba bocsátotta a császári udvar. Más időszakokban sorshúzással döntöttek a kinevezésekről.
A nyugállományba vonulás időpontját hatvan, majd hetven évben állapították meg. A hivatalnokot haláláig megillette az aktív korában elért rang és tiszteleti forma. A magas pozíciók alatt természetesen rengeteg beosztott kishivatalnok dolgozott a közigazgatásban.
Az államot irányító hivatalnokok sajátos kultúrát, informális hálót alakítottak ki maguk körül. Hivatalnoki ideáljuk magasztos volt: engedelmesség a feljebbvaló iránt, a nép javának szolgálata, mértékletesség, pártatlanság, erényesség. Ebben a korban a 18 hivatalos kategória szerinti besorolásban évi 10440 véka rizs járt az 1A kategóriás hivatalnoknak és hatszáz véka a 9B-snek. Emellett számos privilégiumban is részesültek, például nem kellett adót fizetniük, mentesültek a közmunkák alól.
A gyakorlatban hatalmas korrupció burjánzott, ez az elméleti tiltás ellenére tulajdonképpen része volt a hivatali „kultúrának”. Az ilyen szempontból is „jól jövedelmező” állásokért nagy küzdelem folyt. A korrupció elleni harc azonban ürügyet szolgáltathatott az ádáz klikkharcokban az ellenfél „lebuktatásához”. Egy-egy magas rangú hivatalnok bukása, kegyvesztettsége pedig egész klikkje, az addig őhozzá igazodó beosztottjai széles körének meghurcolásához is vezetett.
A körzeti elöljárók álltak a rendszer alsó fokán. Számos hivatali beosztott, illetve rendőr-szerű segéderő állt a rendelkezésükre. Ők már helyi lakosok voltak, a helyi dialektust beszélték, ismerték a helyi szokásokat. A mindennapi feladatok sokrétűek voltak. Központi feladat volt az adók, a gabona begyűjtése, majd elosztása, a küzdelem az éhínség ellen. Ügyelni kellett a közbiztonságra, a rendre, kezelni kellett a helyi konfliktusokat. Helyi ügyekben a körzeti elöljárók szolgáltattak igazságot is.

## Vallás
Kínában ekkor már sok évszázad óta egymás mellett él a konfucianizmus, a taoizmus és a buddhizmus. A Ming-korban igyekeztek egymással összhangba hozni ezt a három fő vallási-filozófiai irányzatot, és ennek jegyében elindították a „három tanítás” szinkretikus mozgalmát. Megpróbálták a buddhista karma fogalmát közelíteni az isteni jutalom taoista tanához és a konfuciánus etikai elvekhez. A közelítés fő tétele az volt, hogy minden jó cselekedet végső soron elnyeri méltó jutalmát. Ezt az irányzatot az előkelő rétegek tagjai buzgón felkarolták. Rendszeresen feljegyezték jó cselekedeteiket, és pontozták azokat. A központi helyen az ősök tisztelete állt. Városokban és vidéken rengeteg templom és kolostor működött, amelyekben taoista papok vagy buddhista szerzetesek tevékenykedtek. A köznép az ájtatosságot főleg otthon, a családi oltár előtt gyakorolta.
A népi vallásosságban azonban mindig is az ősi hagyományokra visszamenő helyi szokások játszották a főszerepet, és ezekhez számos bonyolult, réges-régi, de elevenen élő babona társult. Nagyon fontosnak tartották például a különböző talizmánokat. Sajátos kínai szokás volt a szerencsés napok megválasztása: minden évben megjelentették az úgynevezett „Jáde-naptárt”, ami tartalmazta a legfontosabb vallási ünnepeket, és segítséget nyújtott a különböző fontos cselekmények időpontjának meghatározásához. Így kiszámították, hogy mely napok a legalkalmasabbak a fürdésre, vadászatra, vendégfogadásra, orvos meglátogatására, és mely napokon nem érdemes komolyabb munkákba belekezdeni, költözködni, vetni, utat javítani. Különösen a házépítés kezdetekor konzultálnak a naptárral.
A különböző vallások templomai sok hasonlóságot mutattak. Minden templom kitűnt környezetéből, magas, lejtős, színes cseréppel fedett tetejével, vörösre festett, tekintélyt parancsoló oszlopaival, díszes famennyezetével. A templomok több épületet foglaltak magukba. A főépület központi termében gyűltek össze az egyházi személyek a reggeli és esti szertartásokra, s az ünnepeken itt csatlakoztak hozzájuk a hívek. A Konfuciusz tiszteletére emelt templomok az írástudók gyülekezési helyének, az államvallás színterének számítottak. Akik sikeresen teljesítették a mandarinvizsgákat, azoknak havonta kétszer meg kellett itt jelenniük. Az épületben iskola is működött, ahol főleg a konfuciánus „Négy könyv és öt klasszikus” tanításaival foglalkoztak.
A szertartások nem igazán voltak nyilvánosak, nem kapcsolódtak hozzájuk népünnepélyek, legfeljebb a kilencedik holdhónap 28. napján, vagyis Konfuciusz születésének évfordulóján. A buddhista templomok szintén igyekeztek azonosulni a kínai építészet hagyományaival, kiegészülve egy jellegzetes építménnyel, a sztúpával, ami akár a tízemeletnyi magasságot is elérhette. A Mingek idején a régi sztúpákat felújították, és számos újat is építettek. A templomok mindenfelé a kínai táj jellegzetes tartozékai voltak.
A mindennapi vallásosság nagyrészt a házi oltárok előtt folyt. Ezeken elhelyezték a legfőbb istenségek (taoisták, buddhisták, gyakran vegyesen) képmását, szobrát. Eléjük helyezték az öt áldozati ajándékot, vagyis füstölőt, virágokat, illatos kenőcsöket, élelmet és olajmécsest. Az ősök tiszteletére elhelyezett élelemben volt húsétel, gabonaféleség és alkoholos ital is. Az otthoni ájtatosságon kívül viszonylag sokan választották a remeték életmódját, hogy a világból kivonulva egyesüljenek a természettel. Az egyszerű kínai emberek számára is fontosak voltak a zarándoklatok, a különböző vallások fontosabb szent helyeit milliók keresték fel az évek során.

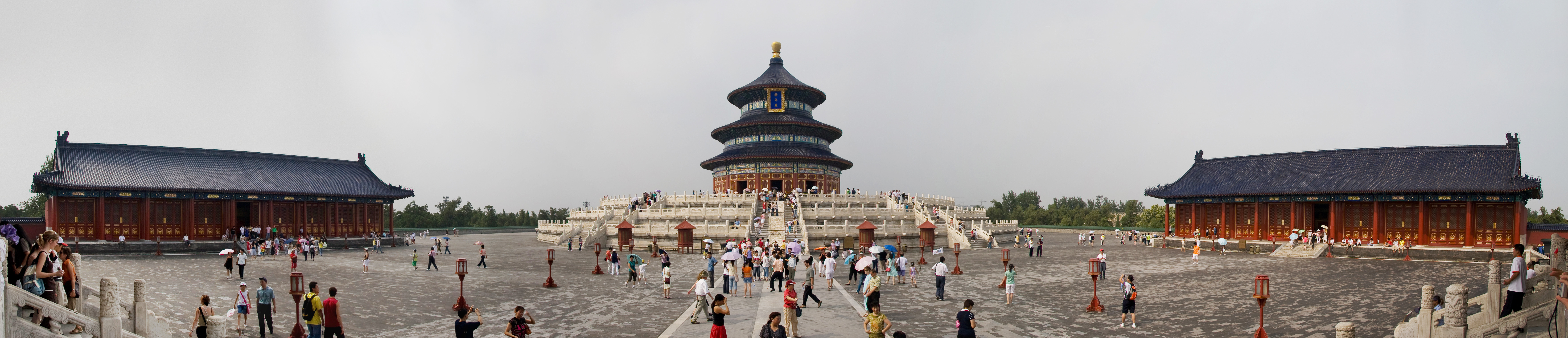
A Ming-korban épült Ég temploma Pekingben

## Gazdasági élet

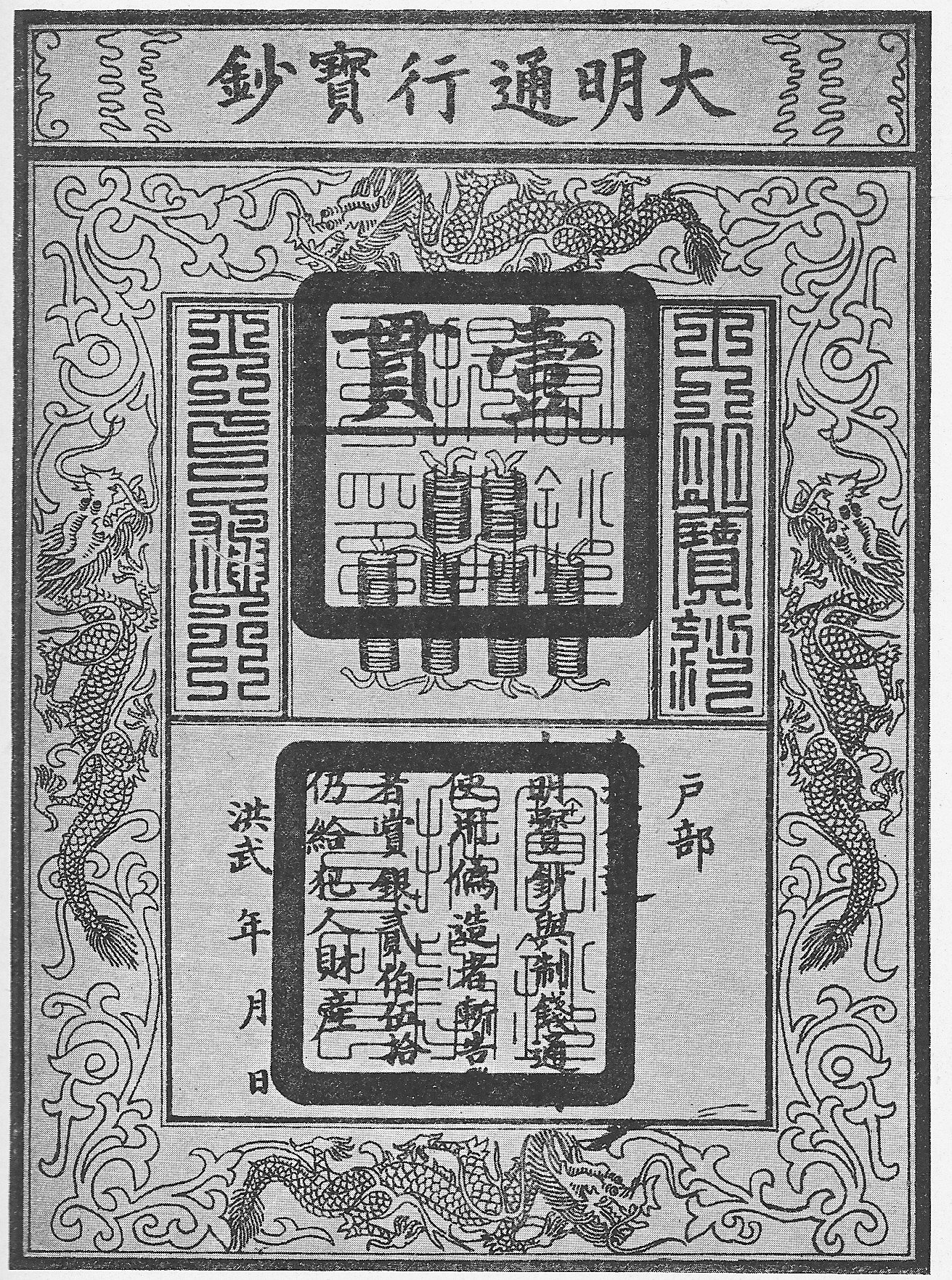
Kínai papírpénz a Ming-korból

Az állam szerepe átfogó volt a gazdasági életben. A közmunkákat, gátépítéseket, a katonaságot, valamint természetesen a császár és környezetének luxusát, a hivatalnoki réteg eltartását adókból finanszírozták. A fő forrás a paraszti faluközösségek adóztatása volt, de számtalan más módon is igyekeztek növelni az állami bevételeket. A határ menti tartományokban súlyos katonai adókat is kellett fizetni. A túladóztatás viszont ellenállást, felkeléseket váltott ki, amelyek aztán – mint minden korábbi dinasztia esetében – végső soron a Ming-dinasztia bukását is eredményezték. Ezt segítette a földkoncentrációnak a szintén minden dinasztiában ismétlődő folyamata is: a földek mind nagyobb arányban kerültek a faluközösségektől a nagybirtokosokhoz, akik kevesebb adót fizettek, így az állami bevételek csökkentek, amit a maradék faluközösségek adójának emelésével igyekeztek pótolni.
Az adókat természetben egyenlítették ki, túlnyomórészt rizsben vagy más gabonában, amit aztán nagy állami raktárakba szállítottak. Az adók mellett jelentős, bár változó mértékű közmunkára is kötelezték a parasztságot. Az adó kiszámítása rendkívül bonyolult és vidékenként változó volt, a körzetek maguk határoztak a földadózás módozatairól. Emellett a helyi mértékegységek is különböztek, a telekkönyvezés is sokféle volt. A helyi hivatalnok fő gondja az volt, hogyan hajtsa be az előírt adót, úgy, hogy őt ne büntessék meg. A pénzügyi kultúra arra szorítkozott, hogy lehetőleg egyensúlyban tartsák a bevételeket és a kiadásokat. A sokféle hanyagság, sikkasztás, csalás mellett néha a túlzott precizitás is előfordult: egy hivatalnok például így határozta meg a helyi földadó összegét: 3668,752654866125 tael. A 16. századtól aztán igyekeztek az adókat és a közmunkák pénzbeni megváltását egyetlen, ezüstben fizetendő adóba összevonni.
A kínai hagyományoknak megfelelően a Ming-korban is az volt a gazdálkodás idilli képe, hogy minden parasztnak van egy kis földje, ott éli le egész életét és azt fogyasztja, amit megtermelt – de ez egyre kevésbé felelt meg a valóságnak. A lakosság száma rohamosan növekedett, és 1600 körül elérte a 150 milliót. A parasztság egy része új földterületeket keresett, mások pedig kézműipari, ipari tevékenységre váltottak. A 17. században megjelent a szövőgyárakban az éjszakai munka.

### Mezőgazdaság
A lakosság túlnyomó részének alapvető elfoglaltsága a Ming-korban is a mezőgazdaság, ezen belül a földművelés, azaz főleg a gabona termelése volt. A legértékesebbnek a rizs számított, ennek termelési területét igyekeztek minél inkább kiterjeszteni. A különböző gabonafélék mellett termesztettek édesburgonyát és sok zöldségfélét, valamint cukornádat, tavirózsát, a bambuszt, teát, gyümölcsöket, olajos növényeket is. Az állattenyésztés szerep kisebb volt, a hús fogyasztása luxusnak számított. Mindazonáltal fejlett volt a haltenyésztés és a méhészet. A selyemhernyó-tenyésztés is sok parasztnak biztosított megélhetést.
A mezőgazdaság fejlesztése központi, állami feladat is volt, a hivatalnokok egyik fontos teendője. Ösztönözniük kellett a parasztokat a termelés, a munkatermelékenység fokozására, új módszerek alkalmazására. Mezőgazdasági szakkönyvek is megjelentek.

### Kézművesek, ipar
Ebben a korban a kézművesek száma és szerepe gyorsan nőtt a gazdaságban. Messze előrehaladt a specializáció a körükben, sokféle szakma képviselői kínálták szolgáltatásaikat, kőművesek, kőfaragók, asztalosok, fazekasok, papírgyártók, fémöntők, szövők, tímárok, borbélyok, cipészek, kosárfonók, kovácsok, lakk-készítők és sokan mások. Egy részük a vállukon átvetett rúd két végén elhelyezett vödrökben hordta, vagy kis kocsikon tolta egész műhelyét. Mások saját kis szerény műhelyeikben dolgoztak, legtöbbször egész családjukkal együtt.
A kézművesek gyakran céhekbe tömörültek, segítették egymást, megalkották szakmájuk alapszabályait, igyekeztek megoldani belső konfliktusaikat. A céhmesterek részt vettek a vásárokon, az ünnepi szertartásokon, adományokat nyújtottak és gyűjtöttek. A különböző szakmáknak, céheknek megvolt a maguk „védőszentje”. Például Lu Pan (Lu Ban), az i. e. 5. századra datált mitikus hős volt a faművesek, a fával foglalkozó kézművesek „istene”. Őt tisztelték a fűrész, a véső, a vakolókanál, a szögmérő, a fejsze, a mérőzsinór feltalálójának. Kiadtak egy ács-szakkönyvet is az ő neve alatt, amiben leírták, hogyan kell házat, palotát, templomot, hidat építeni, ajtót, ablakot, bútort készíteni. A többi szakmának is megvoltak a maguk patrónusai, akiknek áldozati ajándékot vittek a templomaikba – ez jó alkalmat nyújtott a szakmai összejövetelekre és mulatságokra is.
A túlzott terhek ellen nem csak a parasztok, hanem a kézművesek is fellázadtak időnként: ilyenkor megölték az adószedőket, felgyújtották a hivatalokat. A lázadásokat általában természetesen leverte a császári hatalom, de utána gyakran levonták a tanulságokat és enyhítettek a terheken.
A kézművesek egy része csak az államnak dolgozott és a Tiltott Városban, a hercegi palotákon, vagy például az állami hajóépítő telepeken dolgozott. Mások idejük nagy részében szabadon vállalhattak munkát, de egyfajta kézműipari robotként rendszeres időközönként állami célokra is kellett dolgozniuk.
A kézművesség egyes ágai a 16. században ipari jelleget öltöttek és gyors fejlődésnek indultak. A legjelentősebb a textilipar volt, Szucsou (Suzhou), Hangcsou (Hangzhou), Nanking (Nanjing) és a mai Sanghaj (Sanghaj) környékén elterülő egykori Szungcsiang (Songjiang) városokkal, mint fő központokkal. Egyes centrumokban már százezres nagyságrendben foglalkoztattak munkásokat. Egyre több textilféleséget készítettek (selymet, lenvásznat, gyapjúszövetet, pamutot, csalánszövetet), különböző kikészítési módokat alkalmaztak (így alakult ki a muszlin, a szatén, a fátyolszövet, a bársony), és a munkások is specializálódtak különféle szakmákra, különváltak a kártolók, a fonók, a kelmefestők, a hímzőmunkások és mások. Bedolgozókat is nagy számban foglalkoztattak.
A porcelángyártás is nagyrészt állami tulajdonban volt; a Ming-dinasztia alapításakor húsz állami manufaktúra volt, az 1420-as évekre számuk 58-ra emelkedett. A magántulajdonban lévő porcelángyártó üzemek általában gazdag családoknak dolgoztak, de kaptak állami megrendeléseket is. A száz-százötvenezer darabos császári megrendelések sem számítottak ritkaságnak. A termékek jelentős része exportra került. A 15. században az egyszínű, vagy a kék-fehér porcelánok voltak a legdivatosabbak. A tömeggyártás idővel rontott a minőségükön. Nagyon sokféle porcelánt gyártottak, a hatalmas méretű vázáktól a finom apró „tojáshéj-porcelán” csészékig. A munkamegosztás szinte a futószalaghoz hasonlítható volt: amíg egy darab a kemencébe jutott, addig mintegy hetven kézen, az előkészítők, formázók, festők tucatjain ment át.
Nagyon jelentős iparág volt még a teljesen állami kézen lévő fegyvergyártás. A 17. század végére már a papírgyártás is jelentős iparág volt: csak Csianghszi (Jiangxi) tartományban körülbelül harminc nagy papírgyártó manufaktúra működött, ötvenezer főnyi munkáslétszámmal.
A munkások a parasztság soraiból származtak, vagy elszegényedett kézművesek voltak. Egy részük állandóan egy műhelyben dolgozott, mások időszaki munkát vállaltak, természetesen általában szóbeli megállapodás alapján. A fizetség időbér vagy darabbér egyaránt lehetett. A munkát keresők Szucsou (Suzhou)ban például szakmák szerint gyülekeztek hajnalban a város különböző pontjain, a toborzók érkezésére várva.

### Bányászat
A legnehezebb munkát, állandó életveszélyben, a bányászok végezték. A legtöbb a szén- és vasércbányából volt, de országszerte sok helyen termeltek ki nemesfémeket, és működtek ólom-, ón-, és higanybányák is. A legnagyobb
bányákban ezrek dolgoztak egy időben. Az érceket általában helyben dolgozták fel. Az állami bányák mellett helyenként illegális bányákat is nyitottak. Az elégedetlen, rabszolga-módra dolgoztatott, gyakran elítéltekből álló bányászcsapatoknak sok vesztenivalójuk nem volt, ezért gyakoriak voltak körükben a lázadások, amelyek a közbiztonságra is nagy veszélyt jelentettek. A 15. század közepén két nagy bányászlázadás felégette például egész Fucsien (Fujian) illetve Csöcsiang (Zhejiang) tartományt. Különösen nehéz, embertelen volt a munka a sóbányákban és a sólepárló telepeken.

### Kereskedelem
A kereskedelmet Kínában hagyományosan nem tartották megbecsülésre méltó foglalkozásnak, azt improduktívnak, erkölcstelennek tartották. Emellett a távolsági kereskedelem, az utazók élete kimondottan veszélyes is volt. A Ming-kor kezdetén kereskedelem csak szigorú korlátok között folyhatott. A hivatalnokok fontos feladata volt a piacok ellenőrzése, az árak rögzítése. A kereskedők gazdagsága azonban ennek ellenére fokozatosan növekedett, és ezzel együtt érdekérvényesítő képességük is, hiszen maga az állam is fontos ügyfelüknek számított. A kereskedők igyekeztek megnyerni a magas rangú hivatalnokok jóindulatát, és fiaikat gyakran írástudónak nevelték, letétették velük a császári vizsgát, és lehetőség szerint hivatalt vásároltak nekik.
A mezőgazdasági és ipari alapanyagok, félkész- és késztermékek mellett kulturális áruk is megjelentek. Minden nagyobb településen működtek könyvkiadók. Elsősorban a klasszikus műveket jelentették meg, amiket minden írástudónak
ismernie kellett, de emellett publikáltak szórakoztató irodalmat is. Az árak viszonylag alacsonyak voltak a magas példányszámok eredményeképpen. Kimondottan a gyűjtők részére publikáltak díszes kiadványokat. A könyveken kívül is élénk volt a műkereskedelem, a festmények, dísztárgyak nagy népszerűségnek örvendtek.

### Pénzügyek
A Ming-kori Kína gazdasága tért át a pénz széles körű használatára, addig az adók beszedése, a fizetések kiadása is nagyrészt természetben, főleg gabonában történt. Kínában vezették be a világon először a fémpénzek mellett a papírpénzt, de nem mindig tudták a reális gazdasági szükségletekhez igazítani a forgalomba dobott papírpénz mennyiségét, ezért az ismételten elértéktelenedett, és a lakosság elvesztette iránta a bizalmat. A fémpénzek között a legkisebb értékűek a középen átlyukasztott rézérmék voltak, ezeket zsinegre fűzték. Az ezüstöt sokáig nyers formában használták „pénzként”, a kereskedők a mindig maguknál hordott finom, pontos mérlegükkel mérték ki a szükséges mennyiségű törtezüstöt. A 16. században aztán a vert ezüstpénz robbanásszerűen terjedt el az egész országban, a háztartásukban is a vagyongyűjtés, a tezauráció eszközévé vált. Megfelelő közgazdasági ismeretek hiányában azonban a voluntarista állami gazdaságirányítás nehezítette a pénzrendszer stabilizálását, és az ezüstpénz értéke is hullámzott. További problémát okozott a hamis pénzek szaporodása. A pénz szerepének növekedése terjesztette el az országban a számolás, a matematika mindennapi használatát. Az abakusz kínai formáját egyre szélesebb körben ismerték és alkalmazták a mindennapi életben, számtankönyvek jelentek meg. A forgalomban lévő sokféle pénz átváltása létrehozta az utcai pénzváltó, majd a hitelező szakmát. Megjelentek a zálogházak.

### Közlekedés
Kínában ebben a korban már jelentős volt a közlekedés iránti igény, mind gazdasági, mind pedig kulturális okokból. A kereskedők és a zarándokok mellett megjelentek az írástudókból verbuválódott korai turisták, akik fel akarták keresni azokat a szép helyeket, amelyekről hallottak vagy olvastak. A helyváltoztatás döntő részben továbbra is gyalog történt. Csak a nagyobb terhek szállításához használtak teherhordó állatokat, és a magas rangú személyek utaztak csak kocsiban vagy gyaloghintón, esetleg egyszerűen a szolga hátára szerelt széken. Az utak közül csak a birodalmat átszelő császári utak voltak kiépítve bizonyos mértékben, a kevésbé fontosak gyakorlatilag az időjárás minden viszontagságának kitett ösvények maradtak. Az utazók túlnyomórészt szóbeli információk alapján tájékozódtak, de 1320-ban már megjelent egy „atlasz”, ami feltüntette az ország fő útvonalait, még a fogatváltó állomásokat is.
A folyókon és a köztük sokfelé mélyített csatornákon, valamint a tengerpartok mentén fontos, hatékony és viszonylag kényelmes közlekedési módszer volt a hajózás. A dzsunkákat oldalt széles palánkok védték. Két vagy három árbocukon gyékényből készült, négyszög alakú vitorlák voltak, de evezők vagy hajóvontatók is segíthették a haladást. Az arra alkalmas helyeken rengeteg lakóhajót is telepítettek, illetve szórakozóhelyeket, bordélyházakat is elhelyeztek csak ilyen célra szolgáló úszó eszközökön.

## Igazságszolgáltatás
Legfőbb bíróként a középkori kínai igazságszolgáltatás élén is a császár állott. A fővárosban tevékenykedett a három fő igazságügyi testület is, a Büntetések Minisztériuma, a Cenzori Hivatal és a Legfelső Bíróság is. A tartományok
megfelelő testületei élén a tartományi biztos állt, majd a prefektusi bírók és a körzeti elöljárók következtek. A körzeti elöljáró is kiszabhatott botozást, de súlyosabb bűncselekmények esetében már tovább kellett küldenie az ügyiratot a tartományi szervekhez. Száműzetési ítéletet csak a Büntetések Minisztériumának bírája hozhatott, a halálbüntetést pedig elméletileg a császárral kellett jóváhagyatni. Az újonnan trónra lépett császárok gyakran amnesztiát hirdettek.
A „cenzorok” belső ellenőrzési feladatokat láttak el, őket nevezték a „császár szemének és fülének”. A hivatalnokok is rettegtek tőlük. Hasonló feladatai voltak a titkosszolgálatnak, a Csinji Vejnek is, ők azonban fedetten tevékenykedtek.
Az 1397-ben elkészült Ming törvénykönyv 460 cikkelyt tartalmazott, bennük az államigazgatási, gazdasági, a szertartási, katonai és büntető törvényeket. Ezt 1585-ben módosították. A legsúlyosabb büntetéseket a felségsértésre, az államellenes bűncselekményekre, valamint a fiúi tisztelet elmaradását jelző vétkekre irányozták elő. A helyi elöljáróknak részletes kézikönyvek álltak a rendelkezésükre. Az egyik ilyen 13. századi munka leírta a holttestek azonosításának, illetve boncolásának módszereit, a halál idejének és körülményeinek meghatározását is.
A konfliktusok túlnyomó részében a helyi elöljáró döntött. A komolyabb jogi vitákban már a körzeti elöljáró döntött, és ügyvédet is kellett fogadni. Ha elszaporodtak a peres ügyek, az elöljárók szigorúan véget vetettek azoknak. Ha
valakiről kiderült, hogy hamisan vádaskodott, azt az ítéletet szabták ki rá, amit a megrágalmazottra igyekezett kiszabatni. Alkalmazták az enyhítő körülmény fogalmát is.
Súlyos esetekben a büntetések szigorúak voltak. Válogatott kínzásokat alkalmazhattak már a vizsgálat során, de büntetésképpen is. A börtönbüntetés nem volt jellemző, általában csak a vizsgálat idejére tartották börtönben a gyanúsítottat. Gyakori ítélet volt a hosszú időtartamú száműzetés, kényszermunka.

## Urbanizáció

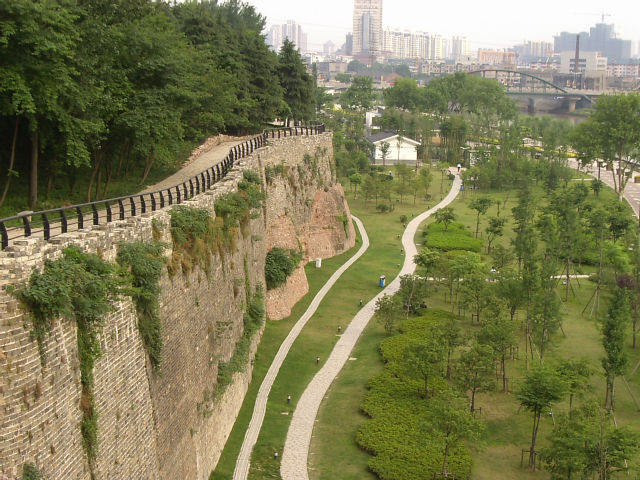
Nanking Ming-kori várfala

A Ming-kori Kína városai egymáshoz meglehetősen hasonló látképet nyújthattak. A városfalak tetejéről nézve az apró házak szürke tetői szinte egymáshoz értek nagy összevisszaságban, az utcák alig kivehetőek. A főútvonalak azonban már kivételt képeznek, szigorúan sakktáblaszerűen alakították ki azokat. A háztömegből itt-ott magas fák emelkedtek ki, illetve nagyobb épületek, főleg buddhista templomok, kolostorok vagy tornyok törték meg az egyhangúságot. A tornyokból dobbal vagy nyelv nélküli, kívülről kongatott kínai haranggal az időt is jelezték. Éjszaka általában kijárási tilalom volt érvényben. A városkapukat, utcai sorompókat bezárták, és a hivatalos személyeken kívül senki sem hagyhatta el a házát, nem világíthatott lampionnal, nem léphetett a védősáncokra. A védművekhez tartoztak a falak mellett a vizesárkok is. Ezeknek a vize általában meglehetősen bűzös volt a beléjük dobott sok szemét miatt.

### Utcák és csatornák
A kínai városokban kevés volt a kövezett út, kivéve a fővárost, Pekinget, ahol fedett csatornarendszert is építettek. A karbantartásra azonban kevés gondot fordítottak, ezért az utak, csatornák állapota gyorsan romlott. A városnegyedeket sokfelé sorompókkal le lehetett zárni az esetleges zavargások elszigetelése érdekében. Sok katona volt látható az utcákon is, bár idejük nagy részét a kaszárnyákban töltötték, ahol társasjátékot játszottak vagy aludtak – ez utóbbira állva is képesek voltak. A városi közlekedés nagy része a csatornákon zajlott, ahol lehetőség volt rá, mert a csónakok mozgatása aránylag kevesebb emberi erőt igényelt, mint a targoncáké. A zsúfoltság a városi csatornákra is jellemző volt.
A nagyobb településeken a kereskedők utcáiban az üzletek ajtói és ablakai is az utcára nyíltak, és – vörös és arany feliratokkal ellátott – cégérek, zászlórudak hívták fel a figyelmet az üzletekre. Az ilyen utcákban szinte mindig tömeg hömpölygött. Állandó volt a zaj, a kiabálás, kereskedők kínálták áruikat, kézművesek munkazaja hallatszott, énekesek, mesemondók próbáltak közönséget szerezni maguknak, szolgák igyekeztek botokkal és kiabálással utat nyitni gazdáiknak a sokadalomban. A gazdagon öltözött uraktól néhány méterre rongyos koldusok kéregettek. Az este sokáig tartott, lampionok világítottak, petárdák robbantak. A boltosok csak éjfél felé zárták be boltjaikat, az utcai árusok is csak ekkor vonultak vissza alvóhelyükre.

### Falvak
A falvak a városoknál még sokkal szegényesebb képet mutattak. A települések nagysága, és a népsűrűség a hatalmas ország különböző vidékein persze igen eltérő volt, elsősorban a rendelkezésre álló mezőgazdasági termőterületek függvényében. A falvak legkedvezőbb fekvésű részében állt a vezető családok háza, ha lehetséges, magaslaton, a főúttól távolabb. Az Ősök temploma szinte minden településen megtalálható volt. A lakóházakat az utcától magas falak választották el, amiket csak a házak bejárati ajtaja tört meg.

## Az élet szakaszai
A kínaiak átlagos életkora hasonló volt, mint az európaiaknak a középkor vége felé. Nekik is meg kellett küzdeniük sokféle járvánnyal és főleg a gyakori éhínséggel. A csecsemőhalandóság – különösen az első életévben – nagyon magas volt. A kisgyerekeket hároméves korukig nem választották el, azért sem, hogy segítsék a túlélésüket. A gyerekek fele így sem érte meg a felnőttkort. A fiúk és lányok általában húszéves koruk környékén házasodtak, s ekkortól abban bízhattak, hogy még harminc-negyven évnyi életet élhetnek.
Az öregedés gyorsan jelentkezett, leginkább a fogak kihullásával, a mozgás megnehezülésével. A hatvanéves kort az átlagos élettartamnak tekintették, és nagy pompával ünnepelték meg. A nők általában túlélték férjüket.

### Gyermekkor, ifjúkor
A gyermekek Kínában mindenkor nagy becsben álltak, különösen a fiúk. A haj hosszúsága is mutatta a gyerekek korát, mivel azt nem volt szabad lenyírni, mert a szülőktől kapott ajándéknak tekintették. Tízéves korban kontyba kötötték a hajat. A lányok 15 éves koruktól számítottak nagykorúnak, ekkor oldalt nőtt tincseiket levágták, hajukat kontyba kötötték és megkapták első hajtűiket, a Kínában nagyra becsült ékszereket.
A fiúk csak húsz évesen lettek nagykorúak, ekkor kapták meg ünnepélyesen „férfikalapjukat”. Iskolába általában csak a fiúk jártak. Az iskolákban vasfegyelem uralkodott, gyakori testi fenyítéssel. A tanárok az írásjegyek ismerete mellett filozófiát, politikát és erkölcstant is oktattak. Minden tanulmány alapja a „Négy könyv és öt klasszikus” ismerete volt. Először az öt klasszikus került sorra, az Írások könyve, a Dalok könyve, a Változások könyve, a Szertartások feljegyzései és a Tavasz és ősz krónikája. Ezek ismerete elengedhetetlen volt a hivatali pályához. A társadalmi felemelkedés, egyáltalán az érvényesülés útja pedig kizárólag a hivatali karrierben rejlett, ezért minden tehetős kínai család erre biztatta fiait. A tanulmányok folytatása során a további „négy könyvet” kellett alaposan megismerni: Beszélgetések és mondások, Meng-ce, A nagy tanítás, A közép mozdulatlansága, aztán a konfucianizmus más klasszikus műveit.

### Házasság
A szigorúan hierarchikus kínai társadalom tagjai a saját rétegükhöz tartozó családok leányai közül kerestek maguknak feleséget, mégpedig nem személyesen, hanem legtöbbször házasságközvetítők útján. A házasságközvetítés azon ritka szakmák közé tartozott a régi Kínában, amit – egyébként általában egyedülálló – nők is űzhettek. A házasságközvetítő hosszadalmas, aprólékos munkával derítette fel a két család körülményeit és igyekezett növelni egymás iránti hajlandóságukat a jelentős – a hozomány 10%-át is kitevő – fizetség ellenében. A házasság felbontását csak a férj kezdeményezhette. A szerelem a legritkább esetben játszhatott szerepet a párválasztásban, ugyanakkor a férfiak itt is előnyben voltak, mert személyes vonzalmuknak teret engedhettek a mellékfeleségek vagy az ágyasok kiválasztásánál. A nők viszont a szó szoros értelmében be voltak zárva a háztartásba, ezért gyakoriak voltak körükben a leszbikus kapcsolatok.
A házasság fő célja az utódok nemzése volt. A meddőség, a szülés elmaradása katasztrófát jelentett a feleség számára, általában válás, kitaszítás követte.

### Betegségek
A betegségek közül a leggyakoribbak a tüdő és a gyomor megbetegedései voltak. A tüdőbaj a nők között terjedt inkább. A fekete himlő is igen elterjedt volt, sok volt a himlőhelyes férfi. Később, a Csing-dinasztia idején már oltással kísérleteztek a himlő ellen.
A járványok közül – amennyire ez visszatekintve megállapítható – a pestis és a tífusz különböző változatai voltak a legsúlyosabbak. A 17. századra ezek miatt is a lakosság száma erősen lecsökkent, bár nem annyira, mint az Európában pusztító fekete pestis miatt. Kínában a természeti csapások miatti éhínségek gyakran a járványoknál is nagyobb katasztrófát jelentettek. A lepra is előfordult, ami az ősi „öt testi fenyítésre” emlékeztette a kínaiakat: az arc megbélyegzésére, az orr, a láb, a kéz levágására, illetve a kasztrálásra, ezért átok következményének tekintették.
A mocsaras déli tartományokat súlyosan fenyegette a malária. Az öntözéses kultúra, a rizstermesztés miatt gyakoriak voltak a paraziták okozta betegségek, mint a bilharziózis.

### A kínai orvoslás

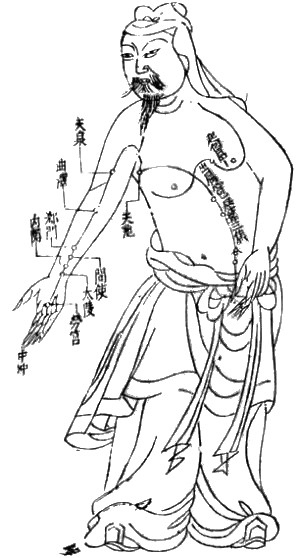
Akupunktúra-ábra a Ming-dinasztia korából

A kínai orvoslás már a Ming-korban is nagyon hosszú történetre tekintett vissza. A hagyomány sok más civilizációs vívmány mellett a orvostudomány megteremtését is a mitikus Sárga Császárra vezeti vissza. A kínai orvoslás alapvonásai a törekvés a betegségek megelőzésére, valamint a szervezet belső harmóniájának óvása, szükség esetén helyreállítása, szinkronba hozása a környező világ harmóniájával.
A kínai orvoslás részletesen kidolgozott rendszere némiképp hasonló a „nedveken” alapuló nyugati koncepcióhoz. Szerintük öt szerv határozza meg az életfolyamatokat: a szív, a máj, a tüdő, a lép és a vesék. Ezek kapcsolatban állnak a kínai „öt elemmel” (föld, tűz, fa, víz és fém).
A kínai orvoslás is alkalmazza a jin-jang dialektikus elméletét. Eszerint léteznek meleg és hideg betegségek, amelyek a janggal (világos és meleg) és a jinnel (sötét és hideg) hozhatók összefüggésbe. A reuma például (logikusan) hideg betegség, a lázas rohamok pedig meleg kórok.
A kínai orvosok továbbá három csoportba sorolták a betegségeket. Az elsőbe tartoztak a külsőleg megnyilvánuló bajok. A másodikba az emésztéssel kapcsolatos problémákat sorolták. A harmadik kategóriába a különféle pszichoszomatikus betegségek kerültek.
Az orvosi diagnózis megállapítására nagy súlyt fektettek. Számolták a pulzust, megtapogatták a hasüreget, más testrészeket, vizsgálták a beteg szembogarát, arcszínét, nyelvét. Női betegek esetében azonban csak azt kérhették, hogy a beteg egy meztelen nőt ábrázoló, általában elefántcsontból készült kis szobron mutassa meg fájó testrészeit. Nagy jelentőséget tulajdonítottak a betegség és a kínai naptár vélt összefüggéseinek is.
A sebészek leginkább a háborús és egyéb sérülésekkel foglalkoztak, de végeztek szemműtéteket is. Az eunuchok kasztrálását – a herék és a hímvessző teljes, roppant elővigyázatos eltávolítását - nagy szakértelemmel, kiégetéssel, a húgyvezeték szabaddá tételével végezték. Gyakori gyógymód volt a masszázs, amihez nem is kellett orvos. Sikerrel tudták enyhíteni a fájdalmakat ezzel a módszerrel.
Sok olyan írástudó, aki nem felelt meg a hivatalnoki vizsgákon, a vándor-orvos foglalkozást választotta. A betegek vizsgálata általában ingyenes volt, és az orvos maga által készített gyógyszerek sem kerültek sokba. De az orvoslás veszélyes mesterség volt, az elhunytak családja gyakran keményen kimutatta elégedetlenségét az orvos munkájával.
A sokféle kínai gyógyszerkönyvben részletesen ismertették az uralkodó felfogásokat a növények, állati eredetű anyagok és ásványok gyógyító hatását illetően. Li Si-csen (Li Shizhen) 1578-ban megjelent műve, a Pencao kangmu (Bencao gangmu) 1892 növényféleség gyógyhatását Írja le. Mágikus erőt tulajdonítottak például a tigriscsontnak vagy a „sárkányfognak”, azaz a földből előkerült csontmaradványoknak. A rinocérosz szavából és a szarvas agancsából készített portól a férfiasság növekedését várták. Egyes gyógyszereket a 17. század eleje óta exportáltak is. A gyógyhatásúnak vélt anyagokból gyakran pirulákat gyártottak, vagy különféle oldatokban készítették el. Nagy állami és buddhista egyházi gyógyszerlerakatok léteztek. Széles körben alkalmazták a már az ókor óta ismert és gyakorolt akupunktúrát.

### Halál
A halálhoz a régi Kínában sok szertartás kapcsolódott. A kínaiak úgy gondolták, hogy ha az elhunyt lelke nincs megelégedve a neki megadott tisztelettel, képes zaklatni az élőket. A gazdagok halottaik sírjába olyan tárgyakat helyeztek a Ming-korban, amelyekre szerintük szükségük lehetett a másvilágon, így például szolgálók szobrocskáit. Ebben a korban a buddhista temetési szertartások és a hagyományos kínai eljárások kombinációja volt a végtisztesség megadásának leggyakoribb módszere. A gyász megtartását bonyolult és részletes előírások szabályozták. A családfő elvesztése követelte meg a leghosszabb, hároméves gyászperiódust.
Az elhunyt emlékét a házi oltárra helyezett kis lélektáblával őrizték. Itt számoltak be a család minden fontos eseményéről az ősöknek és a friss halottaknak egyaránt, imádkoztak a támogatásukért és áldozatokat mutattak be nekik. A sírokat rendszeresen látogatták, különösen a harmadik holdhónap 12. napján, ami a sírok ápolásának ünnepe volt.

## Család, a nők helyzete, szexualitás

### Család
A kínai társadalom alapegysége ősidőktől fogva, és a császárkorban is, a szélesebb értelemben vett család volt. Az egyén önállóan nem számított társadalmi tényezőnek. A család birtokában volt az – egyébként hivatalosan állami tulajdonban lévő – föld, a nemzetség tagjai közös felmenőiket tisztelték, gyakran ugyanabban a házban laktak. Az állami törvények és a szokások is ezt a gyakorlatot követték: a család minden tagja közösen vált felelőssé, ha valamelyikük súlyosan vétett a törvények ellen, de a család egy-egy tagjának sikere, például előrelépése a hivatali ranglétrán, szintén kihatott a család valamennyi tagjának erkölcsi és anyagi helyzetére.
Az ideális családba beletartoztak a szülők, a megházasodott fiúk, feleségeik, azok gyermekei és házasságukig a család leánygyermekei is – házasságkötésükkel azonban ők kiléptek a családi kötelékekből, hogy egy másik család tagjaivá váljanak. Észak-Kínában ezt az ideális helyzetet gyakran komplikálták a fegyveres harcok a betörő nomádokkal, ami miatt sok család szétszakadt. Dél-Kínában, ahol ritkább volt a háború, gyakran évszázadokon át egy faluban élt az egész nagycsalád, valamilyen fokon mindenki rokonságban állt egymással, vagyis egy klánt, nemzetséget alkotott.
A kínai család apaági volt, a hierarchia csúcsán a ház vitathatatlan ura, az apa, illetve nagyapa állt, akinek minden családtag engedelmességgel tartozott. A család mintájára épült fel az egész társadalom: az ázsiai termelési módra jellemző módon a hivatalnokok is úgy tartoztak feltétlen engedelmességgel feljebbvalóiknak, és végső soron a császárnak, mint a családtagok az apának. Cserébe a családfőnek gondoskodnia kellett családjáról – éppúgy, mint ahogy a magasabb rangú hivatalnokoknak apa-szerepet kellett betölteniük alárendeltjeikkel szemben, illetve ahogy a császárnak elméletileg gondoskodnia kellett összes alattvalójáról.

### A nők helyzete

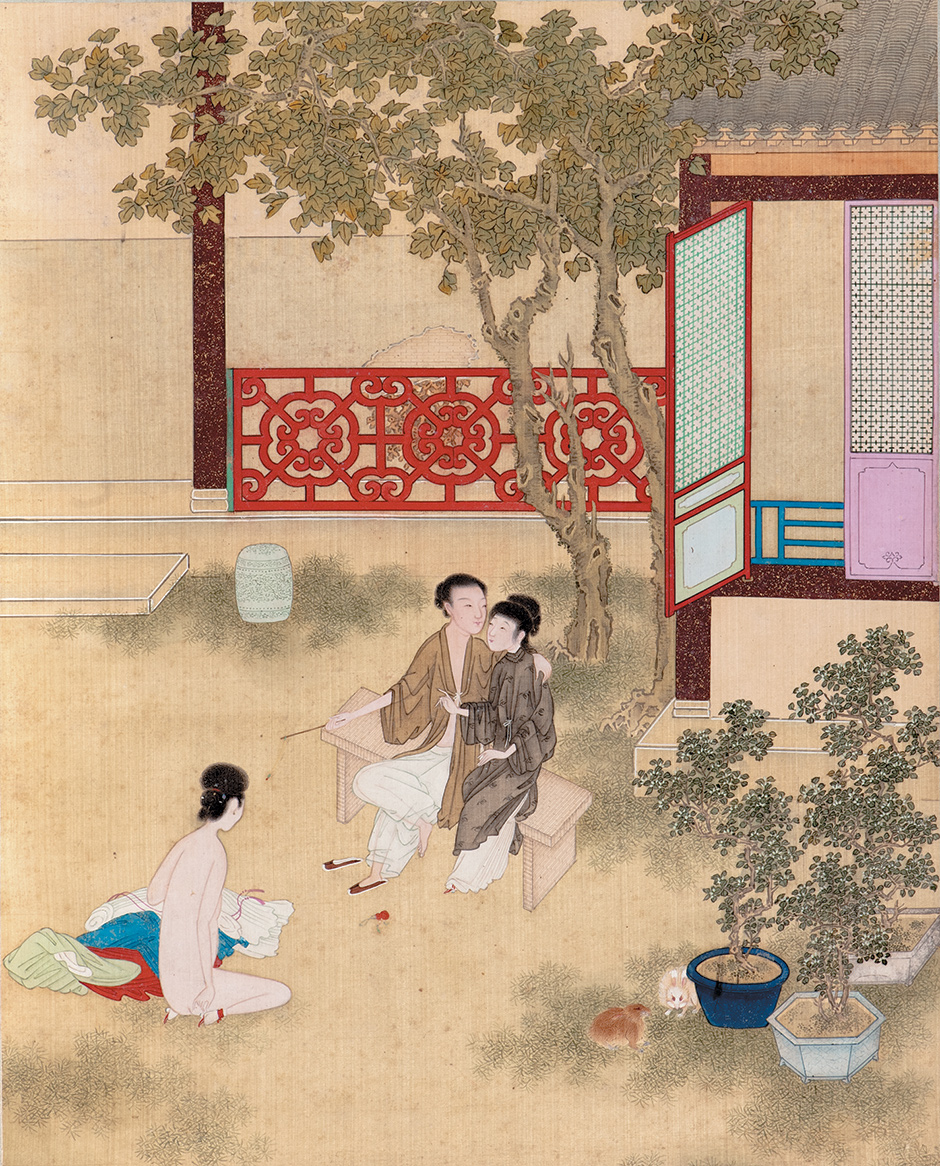
A Szép asszonyok egy gazdag házban c. regény illusztrációja

A kínai császárkorban a nők helyzete teljesen alárendelt volt. A császári palotától a tehetős középosztályon át a szegényparasztokig a nők teljes engedelmességgel tartoztak a férfiaknak: gyermekként apjuknak, feleségként férjüknek, apósuknak, özvegyként fiúgyermeküknek. A nő nem örökölhetett, nem lehetett tulajdonjoga sem. A férfiak számára megengedett volt a többnejűség, illetve alacsonyabb rangú ágyasok tartása, amit az első feleségnek engedelmesen tűrnie kellett – ő a maga részéről viszont örök hűséggel tartozott urának, még annak halála után is. A nők alávetettségét jól szimbolizálta a lábelkötés szörnyű divatja a 10-12. századtól a 20. század elejéig.
Az asszonyok legfőbb feladata fiú szülése volt férjük számára, emellett a háztartás és az utódok nevelése, valamint még bizonyos családi szertartásokban játszottak szerepet. Az előkelőbb hölgyek is részt vettek a házimunkában, a szolgák irányítása mellett fizikailag is, főleg a szövésben, varrásban. A szegényparasztok asszonyai természetesen a mezőgazdaságban is keményen dolgoztak. A házon kívüli jövedelemszerző tevékenységek közül kizárólag egy-két speciális szakma, így a bábáké vagy a házasságközvetítőké állt nyitva a nők, többnyire egyedülálló, idősebb özvegyek részére. A „jó társasághoz tartozó” hölgyek csak nagyon ritkán hagyták el házukat. Ha mégis útra keltek, általában hordszéken vagy kocsin vitték őket. Azonban otthon is elegánsan, válogatott ruhákba öltöztek, különösen családi események alkalmával, vendégek fogadása esetén, vagy amikor ők mentek látogatóba.
Mivel úgy tartották, hogy akkor bölcs a nő, ha nem mutat ki semmilyen tehetséget, a leánygyermekek oktatásával sem sokat törődtek, az csak az alapokra korlátozódott az előkelő családokban is, így a legszükségesebb, leggyakrabban használt írásjelek elsajátítására, esetleg némi zenére, és a nők számára írott könyvek, mint A példás asszonyok történetei című megismertetésére. Fő feladatuk a házimunkák, a varrás, hímzés megtanulása volt.
Az általános szabály alól azonban adódtak kivételek is. Számos családban a nők a férjeiken, fiúgyermekeiken keresztül érvényesíteni tudták akaratukat. Előfordult ez a császári családokban is, a kínai történelem több nagy hatalmú anyacsászárnőt ismert, például Ce-hszi kínai császárné (Cixi kínai császárné) a császárkor vége felé, 1861 és 1908 között csaknem fél évszázadon át irányította az országot. Az anyacsászárnők közül azonban mindössze egy szerezte meg formálisan is az uralkodói rangot, Vu Cö-tien kínai császárnő (Wu Zetian kínai császárnő), aki i. sz. 690 és 705 között uralkodott.

### Szexualitás
A nemiség a jin-jang (yin-yang) kettősség filozófiája révén is általánosságban nagy szerepet játszott a kínai gondolkodásban és a társadalomban. A szexualitás elismertsége azonban a kínai történelem során nagy hullámzásokon ment keresztül, a mindenféle gátlástól mentes részletes irodalmi tárgyalástól, ábrázolásoktól az egészen kemény tiltásig, prüdériáig. A Ming-korban épp a maximális szabadosság uralkodott, ezt mutatta az erotikus művészet virágzása, a többnejűség és mellette a prostitúció teljes társadalmi elfogadottsága. Számos tudományos igényű szexuális kézikönyv is megjelent például a különböző pozíciókról, szerepükről a gyermekáldás elérésében.

### Szemérmesség
A kínaiak messzemenően tartózkodtak egymás megérintésétől a hétköznapi életben, és általában is nagy önkontrollal szabályozták élettani funkcióikat. A férfiak is ügyeltek arra, legalábbis a parasztok és a nehéz testi munkát végző munkások kivételével, hogy ruházatuk elfedje egész testüket. Nők esetében ez még szigorúbban érvényesült, még az erre ítélt asszonyokat is a ruhán keresztül vesszőzték – ellentétben a férfiakkal. A nők különösen rejtették az elkötött lábukat, ami szexuális szimbólumnak számított. Ezzel szemben a nyilvános szoptatás nem számított annyira szeméremsértőnek.

## Otthon, lakás
A klasszikus Kínában a ház helyét a fengsuj (fengshui), a földjóslás elvei alapján jelölték ki. A házépítés hagyománya töretlen fejlődést mutat az újkőkori Jangsao-kultúrától a császárkorig és tovább. Az alkalmazott építőanyagok azonban szorosan követik a helyi lehetőségeket, akár néhány kilométeres távolságban is lehetnek egészen különböző megoldások a helyben található anyagoktól függően. A legelterjedtebb a négyzet alakú, földszintes lakóház volt. A falak kiszárított, döngölt földből vagy téglából készültek. a födémet fából állították össze. A tetőt általában szalma, a gazdagok házain cserép borította. A tehetősek emeletet is építtettek a házukra, és belső kertet hoztak létre. A Sárga-folyó vidékén, ahol kevés volt a faanyag, gyakran alakítottak ki a löszfalakban barlanglakásokat. Ez a gyakorlat egészen a 20. századig fennmaradt. Az újkőkorszakban főleg kör alakú házak épültek, de még a császárkorban is előfordultak ilyenek, főleg az ország nyugati részén, ahol jobban hatott a nomádok köz alaprajzú jurtáinak hagyománya.

### Lakberendezés

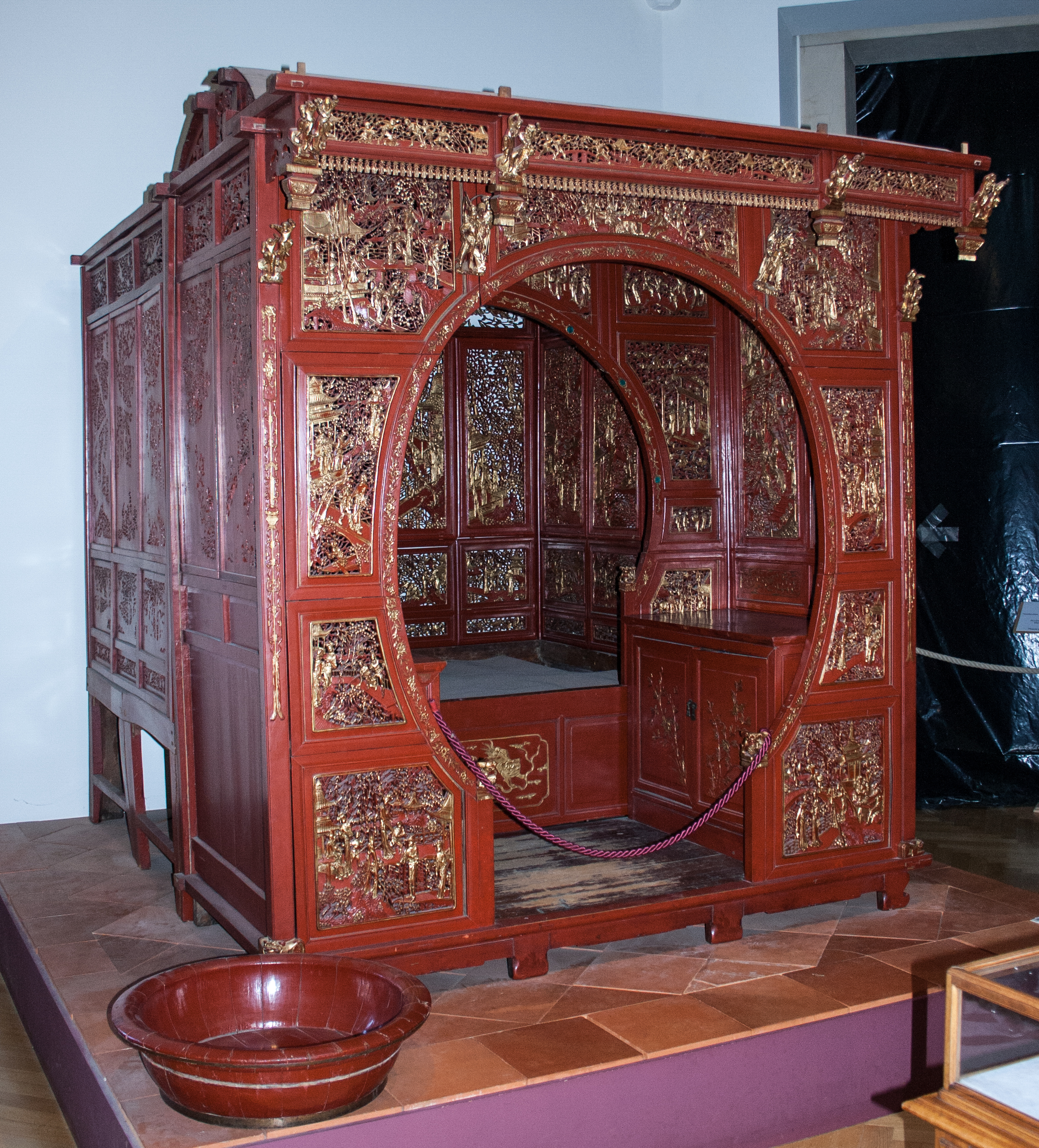
Kínai hálófülke-ágy, mosdótállal, a 19. századból. A kerek, ún. telihold-nyílás a Ming-korban jött divatba

Valamire való lakberendezésről csak a gazdagabbak, az írástudók nagyobb házaiban lehetett beszélni. Az ilyen épületekben a látogató először egy magas falakkal körbezárt, tágas udvarba lépett. A főbejárattal szemben nagy fogadóhelyiség volt. Berendezése megfelelt a háztulajdonos társadalmi rangjának és anyagi helyzetének. Ezt jelezte az ott található kerámia dobszékek és a magas támlájú székek száma, a tálalók és tükrök mennyisége. A székek egyébként Indiából terjedtek el Kínában a 10. századtól kezdve. Alacsony asztalkán helyezték el a teáscsészéket a vendégek számára. A falakat festmények, bölcs mondásokat tartalmazó feliratok díszítették. A fogadóhelyiség mellett fontos helyiség volt a földszinten a könyvtár vagy írószoba. Itt heverőkön lehetett olvasni. Függőleges könyvállványokon helyezték el a könyvtekercseket, illetve a hajlékony, papírfedelű könyveket. A szobában íróasztal is volt, továbbá apró asztalkák és székek.
A ház többi része kevésbé volt ünnepélyes, mint a látogatók számára fenntartott helyiségek. A lakószobákat képek, személyes emléktárgyak díszítették. A szerényebb ágyak csak egy fa- vagy bambuszkeretből álltak, a fekhelyet gyékény alkotta. Hidegebb vidékeken a tűzhelyhez kapcsolódó fűthető ágykemencére az úgynevezett kangon alakították ki a fekhelyet. A gazdagok viszont gyönyörűen faragott, baldachinos ágyban aludtak, amiket nehéz selyemfüggönyök zártak körbe. Az ágynemű vattapaplan volt, de párnát nem használtak, fejüket lakkozott fából vagy kerámiából készített fejtámaszra fektették. A szobákat sok vágott, szárított és cserepes virággal díszítették.
A gazdag kínaiak lakásaiban is sok családtag és szolgáló élt és tevékenykedett. A vékony falú házakban külön hálófülkék építésével igyekeztek nyugalmat és intimitást teremteni a ház urának. Ezek gyakran rendkívül díszesek voltak.
A levetett ruhák tárolására szolgáló állvány, a „szobainas” ebben a korban Kínában a gazdagok körében széles körben elterjedt. Általában nemes fából készült, gazdag, művészi díszítése tükrözte tulajdonosa társadalmi rangját, anyagi helyzetét.

### Konyha
A konyhát általában igyekeztek – a tűzveszély miatt is – jól elkülöníteni a ház többi részétől, olyan műhelynek tekintették, amit jobb elzárni a nem oda beosztottaktól, különösen a látogatóktól. A kertes házakban a konyha általában a telek hátsó végében, északon volt, és csak a telek mögötti mellékutcából nyíló személyzeti bejáraton keresztül lehetett megközelíteni. Később elterjedt az a megoldás Délkelet-Kínából, hogy a gazdag házakban a konyhába a főút felől, déli irányból is el lehetett jutni egy folyosón keresztül, de sohasem érintkezhetett közvetlenül a fogadóhelyiségekkel.
A konyhában egy vagy több, téglából vagy terméskőből épült nagy tűzhely állt, helyenként már kémény is volt. A kínaiak mindig nagy fontosságot tulajdonítottak az ételek hőkezelésének, a sütésnek vagy főzésnek, párolásnak, a nyers étel maga volt a barbárság a számukra. A tűzhelyt fával vagy faszénnel, de a szénbányák közelében szénnel táplálták. A szénporból henger alakú brikettet gyártottak, közepén lyukkal, hogy jobban szeleljen a tűz. A nagyobb konyhákban rengeteg edény volt; az öntöttvas lábast már iparilag állították elő. A konyha fontos tartozéka volt az asztal és a vágódeszka, ahol széles, félhold alakú késsel a zöldséget és a húst aprították villámgyors mozdulatokkal.

### Szolgák
A gazdagok háztartásához sok szolga tartozott, hiszen Kínában már ebben a korban is bőségesen és olcsón állt rendelkezésre a munkaerő. A házimunkák nagy részét szabad emberek végezték. Szegény írástudók is elszegődtek a gazdagokhoz, hogy egyfajta titkárként, házitanítóként hasznosítsák magukat. Gyakran előfordult, hogy egy gazdag családból származó ifjú feleség magával vitte a házasságba a saját cselédeit. Az sem volt ritka, hogy elszegényedett távoli rokonokat, vagy ismerősöket fogadtak be a háztartásba „szociális okokból”, mivel az illetők nem számíthattak örökségre vagy önálló egzisztencia megteremtésére.
A szolgák között rabszolgák is voltak, általában fiatal nők, akiket a saját családjuk, apjuk adott el gyermekkorukban. Ők is a nagy család részét képezték, természetesen a státuszuknak megfelelő alacsony sorban. A családfő döntött sorsukról, eladhatta vagy akár ki is házasíthatta őket.

### Vízellátás, tisztálkodás, higiénia
A nagy népsűrűség mellett a tiszta víz drága kincs volt. Általában kutakból vagy tározókból nyerték, ha nem laktak szerencsés módon természetes víz közelében. A vízhordás a szolgák feladata volt. A városok utcáin állandóan jelen voltak a hivatásos vízárusok, akik a vállukon átvetett csöbörrúdon két vödröt egyensúlyozva kínálták a vizet. Otthon a vizet cserépedényekben tárolták, hogy friss maradjon. Természetesen gyűjtötték az esővizet is. Fürdőhelyiség csak a leggazdagabb házakban volt. Itt egy dézsa állt, általában fából, esetleg fajanszból, amit paravánnal vettek körül. A vizet felforrósított kövek vagy fémdarabok belehelyezésével melegítették. Fürdeni hagyományosan tíznaponta szoktak a napi mosakodás mellett. A városokban nyilvános fürdők is működtek.
Az otthonok általában tiszták voltak, a szolgasereget nagyrészt takarításra alkalmazták, de az utcák, a közösségi terek mai szemmel nagyon piszkosak voltak.

### Kert
A kert a kínai otthon rendkívül fontos alkotórésze. Gazdag családok esetében tervezését a Ming-korban szakemberek végezték, már akkor is nagy múltra visszatekintő művészeti elvek alapján. Igyekeztek biztosítani a kert kompozíciójában a változatosságot, térben és időben egyaránt.

## Ruházat

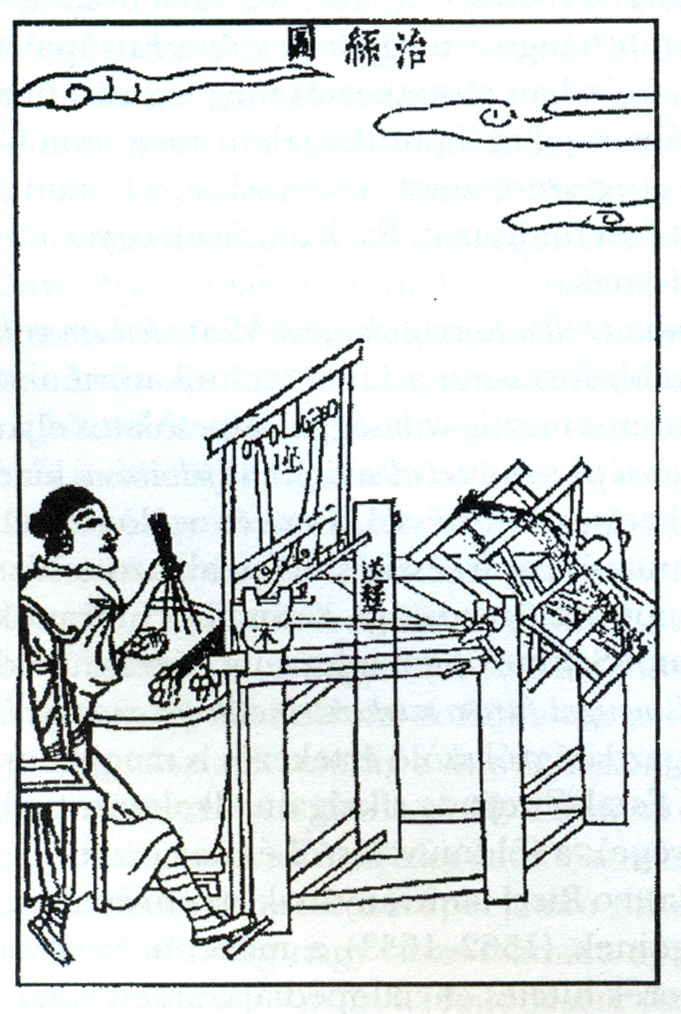
Cérnagombolyító gép a Ming-korból

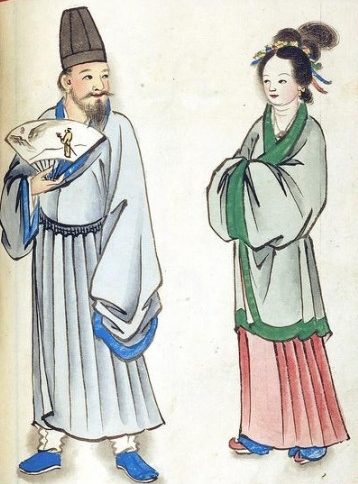
Ming-kori kínai viselet

### Alapanyagok
A ruhák alapanyagául szolgáló textilt különböző növényi rostokból készítették. Ilyen volt a kender, a len, a hócsalán és délen még a banáncserje. A gyapotot már az ókorban ismerték, de használata csak a Jüan-dinasztia idején, a 13–14. században terjedt el, amikor Délkelet-Ázsiából új gyapotmegmunkáló eszközök terjedtek el Kínában. A Ming-dinasztia kormányzata támogatta a gyapot elterjedését, így a földadót gyapotszövettel is ki lehetett fizetni. A selyemmel ellentétben, amit széles szövőszéken szőttek, a gyapotot keskeny, harminc centiméter széles csíkokban szőtték. A gyapotból sokféle textilt készíthettek, a durvább minőségűtől egészen a legfinomabb pamutkelméig, az úgynevezett nankin-anyagig, aminek a minősége közel állt a selyeméhez. A legelterjedtebb gyapotszövetet vastag szálakból szőtték és kék, fekete vagy barna színűre festették.
A drága selymet a gazdagok, a hivatalnoki osztály számára tartották fenn, a köznép nem is használhatta. A nyers selymet megfestették, majd kihímezték. A legszebb anyagokat, a brokátokat széles szövőszékeken kézművesek szőtték főleg a Jangce alsó szakasza mentén elterülő nagyvárosok, Hangcsou (Hangzhou), Nanking (Nanjing), Szucsou (Suzhou) állami manufaktúráiban.
A kendert ebben az időben gonosz anyagnak tartották, ebből készítették a gyászruhákat. A gyász megtartását törvény írta elő, és öt kategóriába sorolták a rokonsági fok függvényében. A gyászruha fehér színű, zsák formájú, gomb és díszítés nélküli öltözet volt.

### Ruhák
A ruhákat az asszonyok varrták otthonukban. Specializált szabómesterek is működtek, ők a gazdag házakhoz jártak, és ott készítették el a megrendelt díszruhákat. A férfiak és a nők alsóneműje nagyon hasonlóképpen bő alsónadrágból és zárt nyakú alsóingből állt. A felsőruházat az egyszerű emberek esetében tunikaszerű, rövid ujjú gombos felsőrészből és nadrágból állt. A szövet minőségéből is következtetni lehetett viselője társadalmi helyzetére. A nők felsőruházata kissé változatosabb, fantáziadúsabb volt. A nadrágviselet minden társadalmi rétegben elterjedt a nők körében is, sőt a közepes rangú asszonyok számára szinte kötelező volt. A gazdag asszonyok az írástudókénál is hosszabb ruhát viseltek. Ez bal felé záródott, ujjai nagyon hosszúk és szélesek voltak. A lábfejet mindenképpen takarnia kellett a ruhának. A nő ruhája is tükrözte családja társadalmi helyzetét, illetve lánykorában az apjáét, asszony korában a férjéét.
A hideg ellen úgy védekeztek, hogy gyapjúval vagy vattával bélelt kabátot hordtak, a gazdagok pedig szőrmebundákat viseltek. Otthon is többrétegűen öltözködtek, a kínai házakban a fűtés általában szerény volt (Észak-Kínában), ha egyáltalán létezett (Dél-Kínában).
Az írástudók, hivatalnokok, akik nem végeztek fizikai munkát, bő, földig érő felsőruházatot hordtak. Ezek is bal felé záródtak, az ujjak is nagyon bő szabásúak voltak, eltakarták a kéz fejét is. A legelegánsabb ruhák selyemből, brokátból készültek. A díszruha mellrészén hímzett rangjelzés volt, ami a hivatalnokok besorolását jelölte a kilenc polgári és katonai osztály valamelyikébe. A császár jele az ötkarmú sárkány volt, lefelé különböző vadállatok, madarak következtek.

### Lábbelik
Mezítláb járni a szegények körében is illetlenségnek számított, csak azoktól fogadták el, akik vízben dolgoztak, mint a rizsföldek munkásai vagy a halászok. A szegények asszonyai a ruhákkal együtt maguk készítették a lábbeliket is, leginkább valamiféle szandálszerűséget növényi rostokból, talpukat gyapotkötélből vagy kenderből fonták. A módosabbak mokaszinszerű bőrcipőket hordtak, és voltak zártabb, vastagabb bőrből készített lábbelik is. A magasabb rangúak, a lovasok magas szárú csizmát, a főhivatalnokok selyemcipőt hordtak. A gyalogosok lábszárvédőket is tekertek magukra. Ismerték, alkalmazták a facipőket is. Otthon vászonpapucsot hordtak. Az előkelő hölgyek viszont „aranylótusznak” nevezett hegyes kis cipőkbe bújtatták zsugorított lábfejüket,ami fontos szexuális szimbólum volt. A cipészek, mint a kézművesek nagy része, általában az utcán dolgoztak, a szerszámosládán vagy zsámolyon ülve.

### Fejfedők
A megjelenés fontos eleme volt a hajviselet és a fejfedő, ami közvetlenül utalt viselője társadalmi rangjára. A tekintélyesebb férfiak otthon sem jártak hajadonfőtt. Érdekes módon a nők sokkal ritkábban hordtak főkötőt. Még nyilvános helyeken sem volt illetlen dolog fedetlen hajjal megjelenniük. A fejszalag viselése gyakori volt. Néha fátyollal is takarták az arcukat, hogy védekezzenek a napsugarak ellen, vagy hogy ne ismerjék fel őket. Fejkendőt csak az idős nők hordtak. Gyász esetén viszont kötelező volt a fejfedő viselete, szigorú szabályok szerint.
A hivatalnokok és a katonák kalapja rangjukat is tükrözte. Az írástudók kis, kerek, szaténból vagy hálószerű anyagból készített sapkát viseltek. A közemberek esetében gyakori volt a fejszalag vagy a turbán is. Hideg időben a tehetősek prémes sapkát, a nap ellen pedig széles karimájú kalapot hordtak. A helyi viseletek nagyon változatosak voltak, köztük igazi nemezkalapok is előfordultak.

### Kiegészítők
A forró nyarakon a tehetős kínaiak különböző napernyőkkel, legyezőkkel védekeztek a hőség ellen. A napernyő céljára bambuszvázra vékony szövetet, ritkábban selymet feszítettek. A megfelelő minőségű napernyő a hatalom szimbólumának is számított: a magas hivatalnokokat napernyőhordozók kísérték az utcán. A legyező viszont személyes tárgyként funkcionált. A régebbieknek nyele volt, az újabbak már összehajtható kivitekben készültek, a legszebbeket festmények díszítették. Az esernyőket a vizet lepergető olajos papírral borították be – ezeknek inkább csak gyakorlati hasznuk volt, mint társadalmi jelentőségük.

### Ékszerek
A kor európai társadalmaihoz képest a kínaiak kevés ékszert hordtak. A hivatalnokok a ruházatukon gyakran viseltek drága anyagból készült díszeket, de ezek, szigorú előírásoknak megfelelve, inkább a rangjelzés szerepét töltötték be. Nem viseltek gyűrűket, láncokat, függőket, fülbevalókat, sem a nők, sem a férfiak. A jáde karkötők viszont népszerűek voltak a nők körében. Sajátos divat volt az értékes anyagból készült körömvédő viselése. A gazdag hölgyek a kisujj körmét soha nem vágták le, demonstrálandó, hogy nem végeznek alantas kézi munkát, és ezt a körmüket védték egy hosszú, gyűszű-szerű ékszerrel.
Ismert és gyakori ékszer volt a drága anyagból készült hajtű, amit ezüstből az egyszerűbb asszonyok is gyakran viseltek. A gazdag hölgyek magas kontyaikba a hajtűk mellett nemesfémből készült láncokat is beépítettek. A még előkelőbbek diadémot viseltek, egészen a császárnék drágakövekkel kirakott, függőkkel felszerelt fejdíszükig.
Ezek a hajtűk és más ékszerek a nők személyes tulajdonában voltak, anyagi helyzetüket jelképezték, ugyanakkor tartalékot is képeztek nehezebb időkre, amikor egy-egy hajtűt vagy jáde karkötőt eladhattak, elzálogosíthattak.

## Hajviselet
A kínaiak e korban rendkívül változatos frizurákat hordtak, életkoruk és társadalmi rangjuk függvényében is. A kisgyermekek fejét gyakran kopaszra nyírták, vagy csupán néhány tincset, „lófarkat” hagytak meg nekik. A fiúgyermekek hajviselete sokszor a lányokéhoz hasonló volt, egyfajta babonás álcázás jegyében is, hogy az az ártó démonok ne rabolják el őket. A konty viselete a felnőttkor elérését jelezte, mind a férfiak, mind a nők esetében. A hölgyek különösen versengtek a hatalmas kontyok építésében; ezek tartását méhviasszal erősítették.
A hajviseletnek ekkoriban is volt szimbolikus jelentősége. A Csing-dinasztia idején a mandzsu hódítók arra kényszerítették a férfiakat, hogy koponyájuk nagy részét borotválják, és maradék hajukat fonják copfba. A copf levágása lázadást jelentett.
Szakállat leginkább az idősebb, tekintélyes férfiak viseltek, elsősorban a császár környezetében. Az uralkodókat ábrázoló festményeken is mellig érő szakállakat ábrázoltak. Az írástudók a szakáll helyett gyakran megelégedtek a bajusszal és egy kis szakáll-kezdeménnyel az álluk alatt. A köznép általában borotválta az arcát.

## Gasztronómia

### A rizs szerepe
Az étkezés a kínai mindennapi életben központi jelentőségű volt. A természeti csapások és háborúk következtében gyakran ismétlődő éhínségek mély nyomot hagytak a társadalom kollektív tudatában. Az éhínség elhárításában a legfontosabb szerepe a rizsnek, illetve az ország északi részén más gabonaféléknek volt.
A rizst leginkább kis családi gazdaságokban termesztették, főleg önellátásra. Az állam e legfontosabb élelmiszer stratégiai jelentőségének megfelelően szigorúan ellenőrizte a termelését és elosztását. A termés jelentős részét a parasztoknak be kellett szolgáltatniuk, és ezt osztotta szét az állam a hivatalnokai, katonái és más emberei között. A begyűjtött termést hántolatlanul tárolták az állami raktárakban, akár több éven át is. Szükség esetén a piaci folyamatokba is beavatkoztak: ha az árak túlságosan megemelkedtek, piacra dobtak a raktárkészletekből, pangás esetén viszont vásároltak a kínálatból. A Ming-korban a rizs hántolását már nem csak házilag, hanem nagyobb telepeken is végezték, helyenként vízi energiával.
A többi gabonafélét, a kölest, a búzát, valamint a rizs egy részét is, kicsépelték és lisztet őröltek belőle, akárcsak a kukoricából, ami a 16. század utolsó évtizedeiben terjedt el, miután a Fülöp-szigetek érintésével megindult a tengeri közlekedés Amerikával. A különféle lisztekből gőzölt kenyérfélét vagy metélttésztát készítettek, amit azután kiszárítva tárolhattak.

### Zöldségfélék
A zöldségfélék közül a legfontosabb, különösen az ország északi részén, a hosszúkás kínai kel. Sok hagymát, spenótot, uborkát, retket, fokhagymát, valamint sajátos kínai hüvelyes-féléket is termesztettek. Különösen fontos népélelmezési cikk volt (és maradt) a fehérjékben gazdag szójabab, ami a hús pótlására is szolgált. A tavirózsa és a bambusz rügyeit is zöldségként fogyasztották. A 16. század végétől a kukorica mellett megismerkedtek az Amerikából származó földimogyoróval, az édesburgonyával, a paradicsommal is.

### Húsok
Hús ritkán került a köznép asztalára, pedig a kínaiak is nagyon kedvelték, különösen a sertésből és a szárnyasokból készült húsételeket. A háziállatokat intenzív módszerekkel, szűk helyen tenyésztették. A szarvasmarha-tenyésztés és a marhahús fogyasztása is leginkább nagy helyigénye miatt szorult háttérbe. Kecskét és bárányt is inkább az északi sztyeppéken tartottak. Bizonyos kutyafajtákat is tenyésztettek étkezés céljára; ezeket 8-9 hónapos korukban ölték le.
A drága húst általában csak kiegészítésnek fogyasztották más ételek mellé; egészen apró darabkákra vágták, vagy kis gombócokat készítettek belőle, és belefőzték a levesbe.

### Halak
A tavi, folyami és tengerparti halászat mellett ebben a korban már széles körben foglalkoztak a haltenyésztéssel is, az öntözéses rizskultúrával, valamint a kacsatenyésztéssel kombinálva. 1625-ben Adriano de las Cortes jezsuita hittérítő számolt be arról, hogy a kínaiak mesterséges tavakba bitumennel szigetelt kosarakban szállították a halivadékot. A legkedveltebb halfajták a ponty és az angolna voltak, valamint a Jangcéban élő tokhal volt, aminek példányai a több méteres hosszúságot is elérhették. Ősidők óta halásztak szelídített kormoránnal; ezek nyakára gyűrűt helyeztek, hogy ne tudják lenyelni a kifogott halat, és a zsákmányt újra meg újra elszedték tőlük. Szívesen fogyasztották a főleg a dél-kínai tengerpartok mentén elérhető tenger gyümölcseit is, köztük csemegének tartották – a korabeli európai utazók nagy meglepetésére – a tengeri uborkát.

### Az éhínségek eledelei
1406-ban Zhu Xiao, a Ming-dinasztia alapítójának ötödik fia megjelentette a Növénygyűjtemény ínség idejére című művét, amiben 414 fogyasztható vadnövényt ismertetett rendkívüli esetek idejére. Ilyenkor az államigazgatás is felhívta hivatalosan a lakosság figyelmét az „éhínség eledelei”, például cirokszár, falevelek, fatörzsdarabkák, gyökerek fogyasztására.
Voltak, akik egészségügyi vagy vallási okokból táplálkoztak vadnövényekkel, mert a gabonafélék fogyasztását ártalmasnak tartották. Sokan az örök élet titkát keresték bizonyos növényekben, mint Ming Csia-csing császár.

### Gyümölcsök
A Ming-dinasztia idejére Kínában széles körben elterjedt a gyümölcsök termesztése és fogyasztása. A cseresznye és az őszibarack virágzó ágait is felhasználták lakásuk díszítésére. Az őszibarack a halhatatlanság jelképe is volt. Ismerték a legtöbb, Európában is kedvelt gyümölcsöt, de számos olyat is termesztettek, létrehoztak keresztezéssel, ami a világ más részein teljesen ismeretlen volt. A gyümölcsök nagy részét szárítással tartósították.

### Italok
A Ming-kori Kínában a gyakran szennyezett ivóvíz mellett, helyett a magasabb társadalmi rétegekben már általános volt a tea fogyasztása. Ünnepek alkalmával pedig nagyon népszerű volt a rizspálinka.

### Étkezések
A kínaiak ebben az időben (is) naponta háromszor étkeztek, lényegében nagyon hasonló ételeket, csak a reggeli volt hígabb, pépesebb. A családtagok általában nem együtt ettek, a magánházakban nem is volt igazi étkező helyiség. A konyhából érkező ételt ott ették meg kicsi, mély tálkájukból, akár állva, ahol éppen helyet találnak maguknak. A gazdag írástudók a dolgozószobájukba vitették a fogásokat. A hivatalnokok akkor szakították meg munkájukat, akár a bírósági tárgyalást is, amikor a szakácsuk elkészült az ebéddel. Az ételeket mindenki a saját evőpálcikáival fogyasztotta el. Az utcán is árultak meleg ételt a forgalmasabb helyeken. Az ételek fő tömegét valamiféle gabona alkotta, kiegészítésképpen húsdarabkákat, halat, tojást, vagy legalább zöldséget ettek hozzá.
A Ming-korban a családi ünnepségek, magán-összejövetelek mellett egyre gyakoribbak voltak a különböző szinteken megrendezett hivatalos, állami bankettek is, ahol a fogások tömegét és sok szeszes italt szolgáltak fel a meghívottaknak. A nagyobb lakomákon kurtizánok, énekesnők, táncosok, akrobaták is felléptek; a császári banketteken színielőadásokat is szerveztek.

## Kultúra, szórakozás

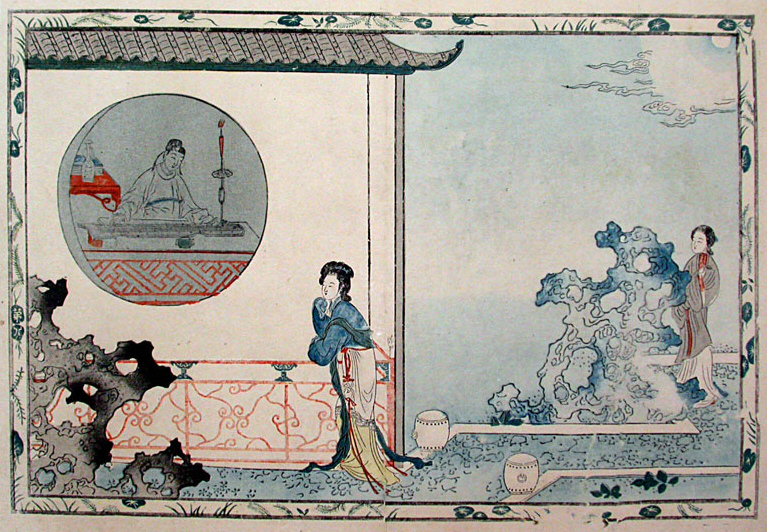
Hatszínnyomású fametszet az éji zene témájában 1640-ből, a Nyugati szoba c. mű illusztrációja

A bonyolult kínai írás ismerői, az írástudók nagy tiszteletben álltak. Körükben sok volt a könyvgyűjtő, műgyűjtő, akik nagy szakértelemmel foglalkoztak választott tárgyukkal. A kultúra lényeges eleme volt a képi ábrázolás, a lakásban, az utcán, a falakon, a bútorokon, és természetesen a könyvekben.
A Ming-korban a festészet egyik virágkorát élte. A festők főleg tájképeket alkottak, de portrékat, zsánerképeket és erotikus alkotásokat is festettek papírtekercsekre vagy selyemre, tussal vagy színes festékkel. Kezdők számára festési mintakönyveket is készítettek. A gazdagok szívesen vásárolták régi mesterek alkotásait. Népszerűek voltak a fametszetek, amelyekkel a nagyközönség igényeit elégítették ki, például újévi képek, istenek, hősök ábrázolásai, operákból vett jelenetek, szerencsét hozó szimbólumok.

### Ének, zene, tánc
A kínai mindennapokban általános volt az énekszó, a zene és a kisebb-nagyobb ünnepeken a tánc is. Énekelt a vak koldus és a pásztor, zsolozsmáztak a buddhista szerzetesek a kolostorokban, a teaházakban pedig a kurtizánok zenéltek különböző hangszereken. Dél-Kínában divatosak voltak a nők által előadott hosszú balladák, amelyekben váltogatta egymást a vers és a próza, háromhúros lant zenéjével kísérve.
Vidékenként változó gazdag népdalkultúra virágzott: szerelmes énekek, történelmi balladák, tréfás nóták és gyerekdalok, és sikamlós dalocskák is, amelyeket néha egyes írástudók szereztek. Hivatalos dalkultúra is létezett, már a dinasztia alapítója elrendelte, hogy szülessenek erkölcsre nevelő dalok a nép számára. A szertartások során is elhangzottak énekek.
A különböző régiókban a népdalok mellett a sajátos népi táncok is nagyon népszerűek voltak. Különböző népi rítusok során is táncoltak, az esőért, a gonosz szellemek ellen. A gazdagok lakomáin táncosnők szórakoztatták a vendégeket. A tánc a Ming-korban az operában ért a csúcspontjára.

### Színház, előadóművészet
Színház sokfelé működött, állandó jelleggel a vigalmi negyedekben, vagy vándorszínházak formájában. Díszleteket nem használtak, a színészek hanggal, mozgással, arcfestéssel maguk jelezték a cselekmény helyszínét is. A színművek legtöbbször közismert történelmi eseményeket vagy népies témákat mutattak be. A színészek szakosodtak az egyes karakterek, az álnok miniszter, az ifjú hős, a bohóc megformálására. A Mingek korában már egyre több írástudó írt darabokat, illetve kritikákat más darabokról.
A színészek mellett még gyakoribbak voltak a mutatványosok, bűvészek, akrobaták, kötéltáncosok, zsonglőrök. Nagy sikerük volt az imitátoroknak, akik kigúnyolták a helyi hírességeket. Híres elbeszélők járták az országot, akik
történelmi események elmesélésével szórakoztatták a hallgatóságot.

### Ünnepek
A legfontosabb kínai ünnep a Ming-korban is a holdújév vagy más néven tavaszünnep volt, ami gyakorlatilag két hétig tartott. Ekkor a családtagok kisebb ajándékokkal, pénzzel lepték meg egymást, az ősök tiszteletére áldozatot mutattak be, meglátogatták ismerőseiket, barátaikat, nagy tűzijátékokat rendezték. Az első hónap 15. napján tartották a lampionok ünnepét, ezzel fejeződtek be az újévi ünnepkör eseményei. Az egész 15 napos vigasság idejére szabadságot kaptak a császár hivatalnokai.
A dátumokat és a számokat nagy becsben tartó kínaiak megünnepelték a „dupla ötöst” is, vagyis az ötödik hónap ötödik napját, ekkor a sárkányhajók versenyeztek. A „dupla hetes” a szerelmesek ünnepe volt, a „dupla kilences” a krizantémok napjának számított, valamint ekkor a hagyomány szerint meg kellett mászni valamilyen magaslatot.

### Játékok
Nagyon népszerűek voltak a dobókockás és a kártyajátékok egyaránt. A dobókockák egyes és négyes oldalát általában pirosra festették. Csontból vagy papírból dominót is készítettek. A sokféle társasjátékban a bábuk előrehaladását a dobókockák határozták meg. Az írástudók különösen a gót és a kevésbé elit játéknak tartott korabeli kínai sakkot kedvelték, aminek szabályai még jelentősen különböztek a mai sakktól. Például a figurák között szerepelt egy tábornok és két szárnysegédje (korlátozott lépési lehetőséggel), két elefánt vagy miniszterelnök, két ló, két kocsi, két ágyú és öt harcos vagy gyalog. A két tábort folyó választotta el egymástól, amit egyes figurák nem léphettek át.
Népszerű ügyességi játéknak számított az, amikor egy távolabbi vázába kellett apró nyilakkal beletalálni. Az ügyességi játékokra is fogadásokat lehetett kötni. A gyerekek nem vehettek részt a szerencsejátékokban, inkább elküldték őket sárkányt eregetni.
A pénzért folytatott szerencsejátékot elméletileg nagyon szigorúan büntette a törvény, a gyakorlatban azonban mégis széles körben hódoltak neki. Szinte mindenütt, mindenki játszott: a piacokon, a kocsmákban, a kurtizánok házában, a császári palotában (az eunuchok kedvenc időtöltése is a szerencsejáték volt). Gyakran folyt nagy tétekben a játék, így egy-egy fiatalember egy éjszaka alatt eljátszhatta a család egész vagyonát. Sokszor feleségüket, ágyasukat is feltették a kockára, vagy ruhátlanul kellett elhagyniuk a kártyabarlangot.
Népszerűek voltak a szavakkal folytatott játékok, a versfaragási vetélkedések is. A kínai nyelv ilyen irányú gazdag lehetőségeit kihasználva az írástudók széles körben alkottak egymással versengve meghatározott formákban verseket, köztük gúnyverseket környezetük ismert személyeiről, amiket aztán nyomtatásban is megjelentettek vagy kitűztek az illető ajtajára.

### Testedzés
A Ming-korban a testedzést az írástudók nem tartották nemes foglalatosságnak. Ekkoriban az önvédelmi sportok sem voltak igazán népszerűek. A Shaolin-kolostor harcművészete ekkoriban még főleg csak a falaikon belül volt ismert. A szabadban űzhető játékok azonban kedveltek voltak a gyerekek és a fiatal felnőttek körében. Ünnepek alkalmával a falusi legények súlyokat emeltek, kötélhúzó versenyeket rendeztek, birkóztak. A gyerekek ismerték a búgócsigát, gyakorolták a sárkányeregetést, lovacskáztak a lábuk közé fogott bottal, ugróköteleztek. Északon korcsolyáztak, délen gyakran úsztak a nyílt vizekben.
A harcművészetek egyes mesterei magányosan járták az országot, és érdeklődés esetén tanfolyamokat vezettek. Egyes, kevésbé arisztokratikus írástudók a küzdősportokat, az egészségük érdekében űzték, valamint légzési gyakorlatokat végeztek. Helyenként az etnikai kisebbségek lányai, asszonyai is gyakoroltak bizonyos sportokat – erre az elkötött lábú kínai hölgyek nem igazán voltak képesek.

#### Labdajátékok
A kincses labda dobálása népszerű játék volt, főleg gyerekek és nők körében. Ennek során egy kis, pénzdarabokat is tartalmazó vászonzacskót dobáltak egymásnak, amit nem volt szabad leejteni.
Az időszámításunk első századaiban, a kínaiak, köztük nők is, már sokféle játékot űztek lábbal rúgott labdával. A katonák fegyelmére gyakorolt rossz hatása miatt  (Hong-vu) császár, a Ming-dinasztia alapítója betiltotta e sportot, és az ez ellen vétőket láblevágással fenyegette. Két utódja, Hszüan-tö (Xuande) (1426-1435) és Cseng-tö (Zhengde) (1506-1522) viszont lelkes híve lett a játéknak. A 16. század derekán Pekingben már volt pálya is a labdarúgás számára. A játékot többféle módon űzték, párosan vagy csapatokra oszolva. A lábteniszre hasonló játék is létezett. A bőrből készült labdákat levegővel fújták fel. Ennek alapján a kínaiak szerint ők találták fel a labdarúgást is.

## Az évszakok és a világ
A kínai parasztok, kézművesek, munkások egész nap robotoltak, különbségek csupán az évszakokban, voltak. A holdújév 364 napból állt, és négy évszakra oszlott, az első évszaknak a tavasz számított. A kínai újév a téli napfordulót követő második újhold feljövetelének napjára esik. A kínai császár kötelessége volt tavasszal, a Föld oltára előtt elvégezni a rituális szántási szertartást, ami jelet adott a parasztok számára a föld megművelésének megkezdésére. Az évet 24 egységre osztották, melyek 14, 15 vagy 16 napból álltak, és mindegyiknek külön nevet adtak, mint például a „kis hideg”, a „rovarok ébredése”, és hasonlók. A hónap neve a kínai nyelvben is a hold-napból ered, mint a magyarban, hasonlóan ahhoz, hogy a nap szó ott is jelent égitestet és időegységet egyaránt.
A napokat nem hetekbe, hanem dekádokba, vagyis tíznapos periódusokba csoportosították. A 24 órás napot 12 dupla órában határozták meg: elméletileg hét dupla órából állt a nappal, és öt dupla órából az éjszaka, de alkalmazkodtak az évszakok realitásához. Vagyis az éjszaka 19 órakor kezdődött, és reggel ötkor fejeződött be, de ezt az időszakot nyáron megkurtították, télen pedig meghosszabbították.
A következő évi naptárt mindig a császári asztrológusok állították össze, és minden év tizedik hónapjának első napján jelent meg. Tartalmazta a következő évi mezőgazdasági munkák kezdési időpontját, a „szerencsés” és „szerencsétlen” napokat, és az európai kalendáriumokhoz hasonlóan ezerféle tanácsot kínált a mindennapi életre vonatkozóan.